# Кула на Свети Георги
Кулата на Свети Георги (на гръцки: Πύργος Αγίου Γεωργίου Χιλανδαρίου, на сръбски: Пирг Светог Ђорђа) е средновековно отбранително съоръжение, разположено в Хилендарския манастир на полуостров Света гора, Халкидики, Гърция.

## Местоположение
Кулата е една от двете кули на крепостната стена на Хилендар, разположена от южната страна. От източната страна е по-голямата Кула на Свети Сава.

## История
Първоначалната строителна фаза на кулата вероятно се отнася към края на XI - началото на XII век. Втората строителна фаза също включва едноименния параклис на върха на кулата, който е бил изписан със стенописи около 1260 година.